# Cabucala torulosa
Cabucala torulosa är en oleanderväxtart som beskrevs av Marcel Pichon. Cabucala torulosa ingår i släktet Cabucala och familjen oleanderväxter. Inga underarter finns listade i Catalogue of Life.